# Heny Álvarez
Heny Álvarez (Genaro Álvarez Doménech; * 19. September 1929 in Santurce; † 31. März 2006) war ein puerto-ricanischer Komponist, Perkussionist und Sänger.
Àlvarez wollte als Kind Jockey werden, trat dann als Artist und Boxer auf. Er gründete ein Duo mit Gilberto Monroig und besuchte die Musikklasse der Escuela Fedrico Asenjo. 1948 ging er nach New York, wo er nach einigen Gelegenheitsjobs 1950 Perkussionist und Sänger bei Luis Cruz y sus Marianaxis wurde. Daneben betätigte er sich als Bongo- und Güiraspieler und Chorussänger in Armando Sánchez’ Conjunto Son de la Loma und im Orquesta Oriental Cubana.
1956 wurde er Mitglied des Orquesta Típica Novel. Mit dem Sextet von Gilberto Cruz, dem er fünf Jahre angehörte, entstanden seine ersten Plattenaufnahmen. 1964 schloss er sich Ray Barrettos Charanga Moderna an. Er nahm ein Album mit Joe Cuba y su Sexteto auf und trat mit den Orchestern Charlie Palmieris, Rafael Cortijos und Mongo Santamarias auf. Ab Ende der 1960er Jahre und während der 1970er Jahre war er Mitglied der Gruppe des kubanischen Flötisten Lou Pérez.
Als Komponist wurde Álvarez mit Hommy / A Latin Opera (nach dem Musical Who’s Tommy von The Who) bekannt. Sie wurde mit Junior González in der Titelrolle, Celia Cruz, Cheo Feliciano, Justo Betancourt, Adalberto Santiago, Pete Rodríguez und anderen auf Platte aufgenommen. Álvarez selbst wirkte sowohl an den Aufnahmen als auch an Aufführungen in der Carnegie Hall (1973) und dem Coliseo Roberto Clemente in Hato Rey als Sänger und Erzähler mit.
Als musikalischer Koordinator des Museo del Barrio organisierte Álvarez Auftritte von Musikern wie Machito, Charlie Palmieri und Tito Puente und führte 1975 Vejigantes: uno novela musical auf. Im gleichen Jahr schloss er sich der wiedervereinigten Grupo Folklórico Experimental Nueavayorquino an. Diese veröffentlichte 1975–76 zwei Alben, an denen Álvarez als Komponist und Sänger von Cinco en uno callejero und Carmen la Ronca beteiligt war.
In den 1980er Jahren kehrte er nach Puerto Rico zurück. Dort trat er mit Gruppen wie Sammy Ayalas Bombazzo, Norman Salazars PleniBom und Ángel Maldonados Los Majaderos auf. Ab 1988 war er zudem Administrator der Plaza de los Saseros. Sein letztes Projekt war die Salsa-Oper Eco Divino, die unvollendet blieb.